# Episodi di Nurse Jackie - Terapia d'urto (quarta stagione)
La quarta stagione della serie televisiva Nurse Jackie - Terapia d'urto è stata trasmessa in prima visione assoluta negli Stati Uniti d'America dal canale via cavo Showtime dall'8 aprile al 17 giugno 2012.
In Italia la stagione è stata trasmessa in prima visione satellitare da Sky Uno, canale pay della piattaforma Sky, dal 29 ottobre al 26 novembre 2013.
| nº | Titolo originale          | Titolo italiano          | Prima TV USA   | Prima TV Italia  |
| -- | ------------------------- | ------------------------ | -------------- | ---------------- |
| 1  | Kettle-Kettle-Black-Black | Uscire dal tunnel        | 8 aprile 2012  | 29 ottobre 2013  |
| 2  | Disneyland Sucks          | Disneyland               | 15 aprile 2012 | 29 ottobre 2013  |
| 3  | The Wall                  | Giù dal piedistallo      | 22 aprile 2012 | 5 novembre 2013  |
| 4  | Slow Growing Monsters     | A carte scoperte         | 29 aprile 2012 | 5 novembre 2013  |
| 5  | One-Armed Jacks           | Cercasi coinquilina      | 6 maggio 2012  | 12 novembre 2013 |
| 6  | No-Kimono-Zone            | Un corpo sbagliato       | 13 maggio 2012 | 12 novembre 2013 |
| 7  | Day of the Iguana         | Infermiere per un giorno | 20 maggio 2012 | 19 novembre 2013 |
| 8  | Chaud & Fraid             | Piazza pulita            | 3 giugno 2012  | 19 novembre 2013 |
| 9  | Are Those Feathers?       | Un ospedale in tilt      | 10 giugno 2012 | 26 novembre 2013 |
| 10 | Handle Your Scandal       | Fuori controllo          | 17 giugno 2012 | 26 novembre 2013 |